# Mordechaj Wajsberg
Mordechaj Wajsberg (ur. 10 maja 1902 w Łomży, zm. w trakcie II Wojny Światowej) – polski filozof i logik związany z szkołą lwowsko-warszawską.

## Życiorys
W latach 1909–1912 uczęszczał do szkoły podstawowej w Łomży, po czym rozpoczął naukę w szkole średniej. Naukę przerwała I wojna światowa. W 1920 roku został powołany do armii. Powróciwszy ze służby, rozpoczął naukę w Gimnazjum im. Goldlusta w Łomży, którą ukończył w 1923 roku. W tym samym roku rozpoczął studia na Wydziale Filozofii Uniwersytetu Warszawskiego, specjalizując się w logice matematycznej pod kierunkiem Jana Łukasiewicza. Na studiach uczęszczał również na wykłady z logiki prowadzone przez Stanisława Leśniewskiego i Tadeusza Kotarbińskiego. W 1928 roku obronił pracę magisterską, a w 1931 doktorską; obie promował Jan Łukasiewicz. W 1933 roku został nauczycielem w Kowlu na Wołyniu. Po pracy w Kowlu został nauczycielem w Łomży. W czasie wojny uczył matematyki w szkole w Łomżycy.
Po wybuchu II wojny światowej zniknął bez śladu. Wiadomo, że jej nie przeżył, jednak nie są znane czas ani miejsce jego śmierci.

## Działalność naukowa

### Aksjomatyki rachunków logicznych

#### Aksjomatyki klasycznego rachunku zdań
Naukowo Wajsberg zajmował się aksjomatyzacją rachunków logicznych. Jeszcze w trakcie studiów pracował nad aksjomatyką dla implikacyjnego rachunku zdań. Swoje badania podsumował w swojej pracy magisterskiej obronionej w 1928 roku pt. Wstęp do badań logiki matematycznej i późniejszym w artykule Ein neues Axiom des Aussaugenkalkül in der Symbolik der Sheffer z 1932 roku. Swoje aksjomatyki podał za pomocą dwóch i jednego aksjomatu. Wszystkie swoje dokonania logiczne Wajsberg zapisywał za pomocą notacji polskiej. 
Aksjomatyki dwuelementowe: 
- CpCqCrp, CCCpqrCCsrCCprr
- CCpqpp, CCCCpqrsCCqrCCps

Aksjomatyka jednoelementowa:
- CCCpqCCrstCCuCCrstCCpuCCst

Również w trakcie studiów pracował nad aksjomatyką równoważnościowego rachunku zdań. Swoje dokonania przedstawił w doktoracie obronionym w 1931 roku pt. Aksjomatyzacja trójwartościowego rachunku zdań. Jego aksjomaty to: 
- EEEpqrEpEqr, EEpqEqp
- EEpEqrErEqp, EEEppp
- EEEpEqrEErssEqp
- EEEEpqrsEsEpEqp

Także w trakcie studiów Wajsberg opracował aksjomatykę dla dysjunktywnego rachunku zdań. W 1927 podał aksjomat równoważny aksjomatowi Jeana Nicoda z 1918 roku, który w przeciwieństwie do wcześniejszego, był organiczny. Jego aksjomat to:
- DDpDqrDDDsrDDpsDpsDpDpq

W późniejszych latach Wajsberg pracował nad aksjomatyką z użyciem większej liczby terminów pierwotnych.

#### Aksjomatyka intuicjonistycznego rachunku logicznego
W 1937 roku Wajsberg opracował aksjomatykę intuicjonistycznego rachunku logicznego równoważną rachunkowi Arendta Heytinga. Jego aksjomaty to:
CpCqp, CCpCqrCCpqCCpr, CKpqp, CKpqq, CCpqCCprCpKpr, CpApq, CqAqp, CCprCCqrCApqr, CEpqCpq, CEpqCqp, CNpCpq, CCpNpNp

#### Aksjomatyka trójwartościowego rachunku logicznego
Aksjomatyce logiki trójwartościowej Wajsberg poświęcił swój doktorat. 

#### Systemy Leśniewskiego
Wajsberg brał udział w rozwoju systemów Stanisława Leśniewskiego, zwłaszcza prototetyki.

### Metalogika
W trakcie studiów Wajsberg prowadził również badania metalogiczne. W swoich badaniach zajmował się metateorią klasycznego rachunku zdań i logiki trójwartościowej. Jednym z jego dokonań jest opracowanie dowodu twierdzenia o zupełności Emila Posta.

## Publikacje
- 1931: Aksjomatyka trójwartościowego rachunku zdań – praca doktorska
- 1932: Ein neues Axiom des Aussaugenkalkül in der Symbolik der Sheffer
- 1932: Über Axiomensysteme des Aussaugenkalkül
- 1933: Ein erweiterter des Klassenkalkül
- 1933: Untersuchungen über den Funktionenkalkül fur endliche Individuenbereiche
- 1933–34: Ein Beitrag zur Metamathematik
- 1935: Beitrage zum Metaaussagenkalkül
- 1936: Untrersuchungen über den Ünabhängigenkeitebeweise nach Matrizenmethode
- 1937: Metalogische Beiträge
- 1938: Untersuchungen über den Aussagenkalkul vom A. Heyting
- 1939: Metalogische Beiträge II